# Nicole Laird
Nicole Laird (* 18. Februar 1993 in Sydney) ist eine australische Beachvolleyballspielerin. Sie wurde drei Mal im Sand Meisterin ihres Heimatlandes.

## Karriere
Laird kam bei der Jugend-WM 2011 in Umag zusammen mit Mariafe Artacho auf den neunten Rang. Sie spielten auch 2012 die Sanya Open und nach anderthalb Jahren Pause 2013 die Phuket Open. 2014 wurden Artacho/Laird in Mysłowice U23-Weltmeisterinnen. Bei der WM 2015 in den Niederlanden belegten sie Platz 17. Anschließend erkämpften sie Bronze bei den Asienmeisterschaften. Im Januar der folgenden Saison gewannen sie zum ersten Mal die australischen Landesmeisterschaften. Bei den kontinentalen Wettkämpfen konnten sie sich gegenüber dem Vorjahr um eine Position verbessern und bei den Olympischen Spielen 2016 in Rio de Janeiro endeten sie auf Platz 19. Danach trennten sich die beiden.
2017 spielte Laird zunächst mit Louise Bawden und belegte den dritten Platz beim Zwei-Sterne-Event im heimischen Sydney. Mit Phoebe Bell erreichte sie einen weiteren dritten Rang bei den Asienmeisterschaften. Mit Jessyka Ngauamo blieb sie bei der WM sieglos. 2018 standen für Brittany Kendall und Nicole Laird bei Zwei-Sterne-Veranstaltungen, den Asienmeisterschaften sowie bei den Studentenweltmeisterschaften geteilte neunte Plätze zu Buche. 2019 bildete Laird ein neues Duo mit Becchara Palmer, mit der sie das FIVB 3-Sterne Turnier in Sydney als Siegerin beendete und ins Halbfinale der heimischen Beachchampionships einzog. Eine Spielzeit später standen die beiden zum ersten Mal bei dieser Veranstaltung gemeinsam auf der obersten Stufe des Podiums und 2021 erkämpften sie noch einmal die Finalteilnahme. Ein Jahr später war Phoebe Bell wieder Lairds Partnerin, mit der sie ihre dritte australische Meisterschaft gewann. Mit Brittany Kendall siegte sie auf der World Beach Pro Tour 2023 beim Future-Turnier im thailändischen Satun.